# Maria Fortunata Viti
Maria Fortunata  (al secolo Anna Felicia) Viti (Veroli, 10 febbraio 1827 – Veroli, 20 novembre 1922) è stata una religiosa benedettina italiana, proclamata beata da papa Paolo VI nel 1967.

## Biografia
Figlia di un uomo dedito al vizio del bere e al gioco d'azzardo, perse quattordicenne la madre e dovette accudire gli otto fratelli orfani.
Nel 1851 entrò come conversa tra le benedettine del monastero di Santa Maria de' Franconi di Veroli: nella comunità fu l'addetta al guardaroba.
Morì ultranovantenne nel 1922.

## Culto
La causa di canonizzazione fu introdotta il 5 febbraio 1941.
L'8 aprile 1964 papa Paolo VI ne decretò le virtù eroiche riconoscendole il titolo di venerabile; lo stesso pontefice la proclamò beata l'8 ottobre 1967.
Il suo elogio si legge nel Martirologio romano al 20 novembre.